# Vazquez de Sola
Pour les articles homonymes, voir Vazquez, Vázquez et Vásquez.
Andrés Vázquez de Sola, dit Vazquez de Sola, est un dessinateur espagnol né le 25 juillet 1927 à San Roque (province de Cadix) et mort le 26 septembre 2024 à Monachil (province de Grenade).

## Biographie
Andrés Vázquez de Sola est le fils d'un avocat et poète.
Il s'essaie en 1939 à la sculpture. Il effectue ses premiers pas journalistiques à Grenade où, en 1944, il publie ses premiers dessins humoristiques avant de se livrer, à Madrid, à la caricature littéraire.
Membre du Parti communiste espagnol depuis 1951, fervent stalinien, il subit la censure et se voit contraint de quitter son emploi au journal Madrid ainsi qu'à Televisión Española. Il décide alors de quitter l'Espagne franquiste pour la France en 1959.
En 1960, il publie dans Le Canard enchaîné La grande corrida franquiste, dégradant encore plus l'image de Franco. Il publie quelques autres dessins dans ce journal à l'été 1960, mais préfère partir au bout de quelques semaines parce que peu au fait de l'actualité politique française. « Le gouvernement fasciste espagnol a donné à Vazquez de Sola les deux seules distinctions qu'il pouvait octroyer à un artiste sans le souiller : la censure et la prison » (Arrabal)[réf. souhaitée]. De retour en Espagne, il est arrêté et emprisonné en 1966. Expulsé de son pays, sous Franco, pour cause de communisme, il s'installe à Paris où, après avoir « survécu », il collabore à L'Humanité, puis au quotidien Le Monde avant d'entrer au Canard enchaîné, dont il est l'un des dessinateurs phares dans les années 1970 et 1980.
Après la mort de Franco, il rentre en Espagne, où il collabore à divers journaux et revues. Il quitte le Canard enchaîné en 1986 parce que pour lui le journal n'était pas suffisamment resté fidèle à son engagement à gauche.

« Cet Andalou tout feu, tout flamme — et même tout flamenco — est un homme, un vrai, un hombre ombrageux, parfois peut-être. Mais surtout un hombre de punto (distingué et de talent) comme on dit de lui chez lui. Et surtout un grand, un très grand d'Espagne, comme on dit de lui chez nous »

— (Alain Grandremy, alors secrétaire de rédaction au Canard Enchaîné)

## Œuvres
Vazquez de Sola met en peinture certaines de ces œuvres avec un style précis visionnaire éclatant. Il publie divers albums et recueils dont La triste vie d'un homme triste, les Métèques, caricatures (1975) avec des textes de Fernando Arrabal et de Carlos Castilla del Pino, Madrid Carigato.

## Récompenses
En 2014, Vazquez de Sola reçoit la Médaille d'Andalousie (es) et, en 2015, le prix L'Ilustrad'Or de l'Association professionnelle des illustrateurs de Catalogne (APIC),.